# جيمي وايت
جيمي وايت (بالإنجليزية: Jimmy White)‏ (13 يونيو 1942 المملكة المتحدة - 26 يوليو 2017) هو لاعب كرة قدم بريطاني سابق كان يلعب كمدافع.